# Красногорский сельсовет (Уренский район)
Карпунихинский сельсовет — сельское поселение в Уренском районе Нижегородской области.
Административный центр — село Большой Красногор.

## История
Статус и границы сельского поселения установлены Законом Нижегородской области от 15 июня 2004 года № 60-З «О наделении муниципальных образований — городов, рабочих посёлков и сельсоветов Нижегородской области статусом городского, сельского поселения».

## Население
| 2002 | 2010 | 2012 | 2013 | 2014 | 2015 | 2016 |
| ---- | ---- | ---- | ---- | ---- | ---- | ---- |
| 399  | ↘232 | ↘217 | ↘196 | ↘165 | ↘161 | ↘145 |
| 2017 | 2018 | 2019 | 2020 |      |      |      |
| ↘134 | ↘119 | →119 | ↘110 |      |      |      |

## Состав сельского поселения
| № | Населённый пункт  | Тип населённого пункта       | Население |
| - | ----------------- | ---------------------------- | --------- |
| 1 | Большой Красногор | село, административный центр | ↘214      |
| 2 | Быково            | деревня                      | ↘0        |
| 3 | Дерино            | деревня                      | ↘1        |
| 4 | Локтево           | деревня                      | ↘0        |
| 5 | Плаксово          | деревня                      | ↘5        |
| 6 | Скрябино          | деревня                      | ↘12       |
| 7 | Стреляжка         | деревня                      | ↘0        |